# Glelany Cavalcante
Glelany Cavalcante (Feira de Santana, 20 de janeiro de 1994) é uma modelo e rainha da beleza italiana-brasileira, vencedora do concurso Miss Universo Itália 2024. Ela representará a Itália no Miss Universo 2024 no México.

## Biografia
Cavalcante nasceu em Feira de Santana, Bahia e vive em Marcas. Ela está atualmente focada em terminar seus estudos em Comunicação Publicitária Internacional na Universidade de Perúgia e está prestes a se formar.

## Concursos de beleza

### Miss Itália 2022
Cavalcante começou sua carreira em concursos de beleza em 21 de dezembro de 2022, quando representou Marcas no concurso Miss Itália 2022 e competiu contra outros 21 candidatos no Centro Congressi Multimediale del Crowne Plaza Roma St. O Peter está em Roma, onde ela não conseguiu avançar para a semifinal.

### Miss Universo Itália 2024
Em 18 de setembro de 2024, Cavalcante representou Civitanova Marche no concurso Miss Universo Itália 2024 e competiu contra outros 44 candidatos na Villa Cafiero, em San Ferdinando di Puglia, onde ganhou o título e foi sucedida por Carmen Panepinto.

### Miss Universo 2024
Cavalcante representará a Itália no concurso Miss Universo 2024 na Arena CDMX na Cidade do México, México.